# Torrentaire à calotte blanche
Phoenicurus leucocephalus
Espèce
Statut de conservation UICN

 LC  : Préoccupation mineure
Synonymes
- Chaimarrornis leucocephalus (protonyme)

Le Torrentaire à calotte blanche (Phoenicurus leucocephalus) est une espèce de passereaux appartenant à la famille des Muscicapidae.

## Taxonomie
S'appuyant sur diverses études phylogéniques, le Congrès ornithologique international (classification version 4.1, 2014) a déplacé cette espèce, alors placée dans le genre Chaimarrornis Hodgson, 1844, dans le genre Phoenicurus.

## Répartition
Sur aire s'étend sur l'Himalaya et la Chine intérieure ; il hiverne en Afghanistan, dans le nord du Laos et du Vietnam.

## Habitat
Il vit dans les forêts tempérées.